# Andras

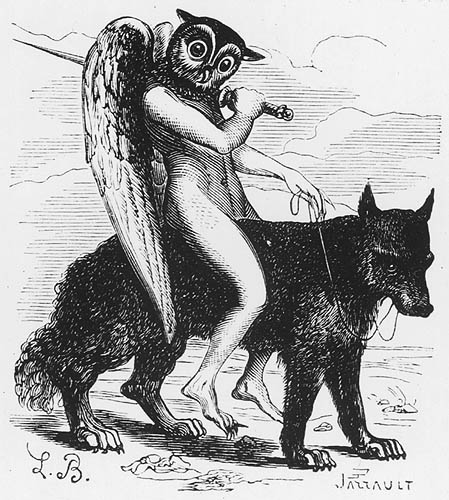
Andras według Słownika wiedzy tajemnej Collina de Plancy

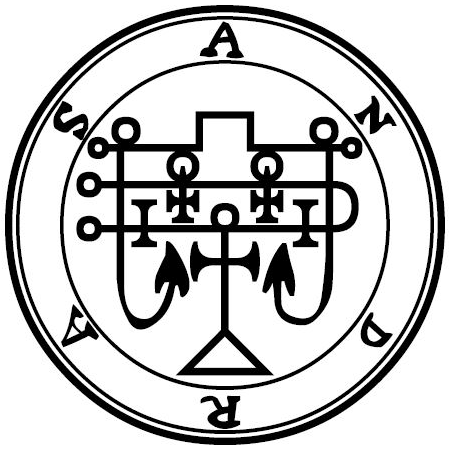
Sigil służący do przywołania Andrasa

Andras – w tradycji okultystycznej, sześćdziesiąty trzeci duch Goecji. By go przywołać i podporządkować, potrzebna jest jego pieczęć, która według Goecji powinna być zrobiona ze srebra.
Jest wielkim markizem piekła. Rozporządza 30 legionami duchów.
Zajmuje się wzniecaniem kłótni. Jeżeli osoba przyzywająca przypadnie mu do gustu, to nauczy ją jak zabijać nieprzyjaciół, panów i sługów. Jeżeli przyzywający będzie z nim postępował nieopatrznie, to może sprowadzić na siebie i swoich towarzyszy śmierć.
Wezwany ukazuje się pod postacią anioła z głową puchacza, ujeżdża silnego i czarnego wilka, a w ręce trzyma ostry, błyszczący miecz.